# Mystic Mountain

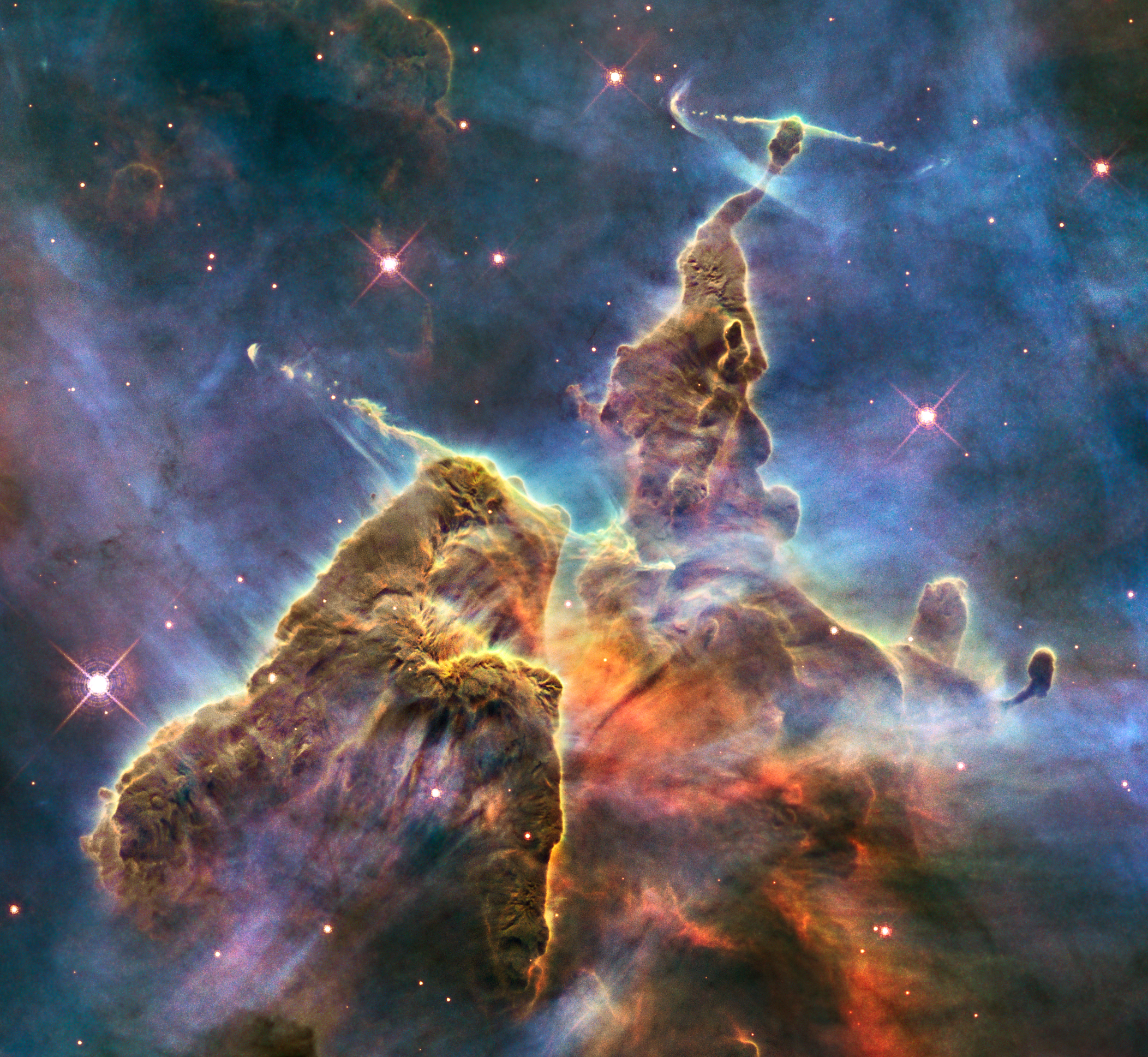
"Mystic Mountain"

Placeringen av Mystic Moutain kan ses i denna bredare bild av Carinanebulosan.

Mystic Mountain är en del av Carinanebulosan som fotograferats av Hubbleteleskopet. Man har bland annat använt instrumentet Wide Field Camera 3, för att studera området. 
Den nya utsikten firade 2010 teleskopets 20-årsjubileum av att vara i rymden. Mystic Mountain innehåller flera Herbig-Haro-objekt där stjärnor under bildandet avfyrar gasstrålar som interagerar med omgivande moln av gas och stoft. Denna region ligger cirka 7 500 ljusår (2 300 parsec) från jorden. Pelaren mäter cirka tre ljusår på höjden (190 000 astronomiska enheter). Namnet var influerat av H.P. Lovecrafts verk.